# Thalpophila matura
Noctuelle cythérée
Espèce
Thalpophila matura, la Noctuelle cythérée est une espèce d'insectes lépidoptères de la famille des Noctuidae qui se rencontre du nord de l'Afrique jusqu'en Russie à l'est en passant par l'Europe du Sud et l'Europe Centrale.

## Description
C'est un papillon qui peut atteindre 38  à   46 mm d'envergure. Les ailes supérieures sont gris-brun avec des lignes irrégulières et des taches généralement rousses bordées de noir et blanc. Les ailes inférieures sont jaune pâle tirant vers le gris-brun vers l'arrière.
Les larves sont brunes avec des bandes longitudinales plus ou moins sombres et une ligne dorsale quasiment noire.

## Répartition

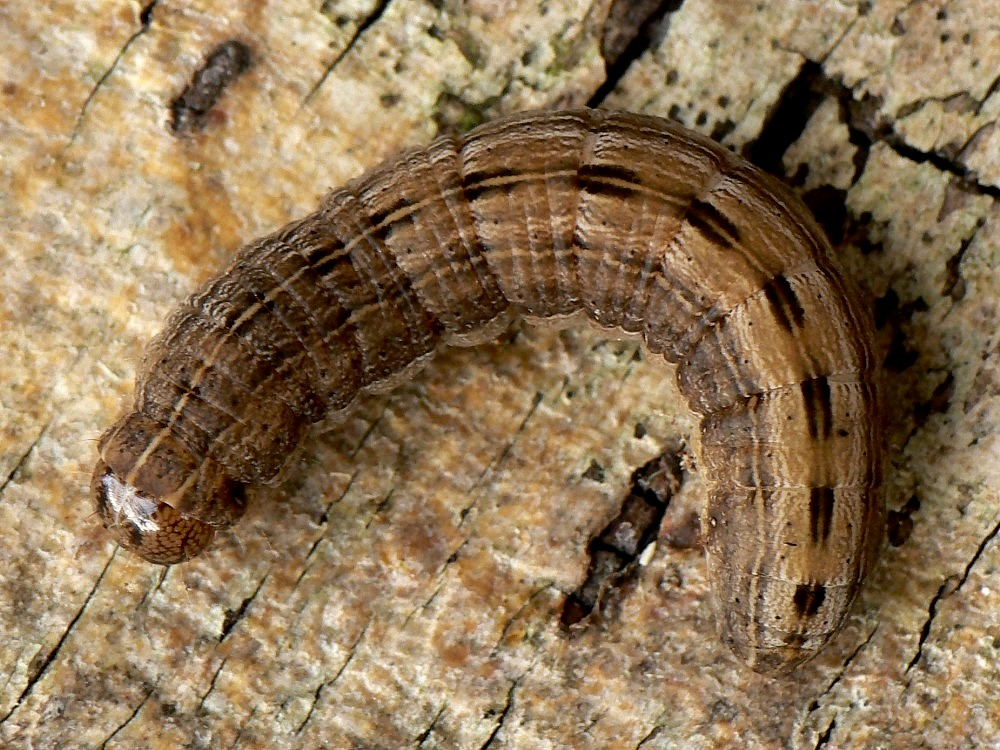
Larve de Thalpophila matura dans le district de Trenčín, en Slovaquie.

Cette espèce se rencontre en Afrique du Nord ainsi qu'en Europe du Sud et Europe Centrale, et jusqu'en Russie à l'est. Au nord de l'Europe elle se rencontre jusqu'en Irlande, Écosse, Suède, Norvège, Finlande et Estonie. À l'est, elle se rencontre dans le sud de la Russie et jusqu'au Caucase.

## Biologie et comportement
Ce papillon est actif la nuit de juillet à août et se nourrit de nectar de fleurs.
Les larves se nourrissent de diverses poacées (graminées) telles des Dactylis.
Cette espèce hiverne sous forme de larves.

## Taxonomie

### Liste des sous-espèces
Selon Catalogue of Life (22 septembre 2016), quatre sous-espèces sont reconnues :
- Thalpophila matura amathusia Hufnagel, 1766 ;
- Thalpophila matura cantabrica Agenjo, 1941 ;
- Thalpophila matura provincialis Culot, 1912 ;
- Thalpophila matura variegata Dannehl, 1929.

### Protonyme
L'espèce avait d'abord été nommée Phalaena matura Hufnagel, 1766.